# Wela Peewa

Wela Peewa

Wela Peewa Peewa, eigentlich Wela Peewa Penka (bulgarisch Вела Пеева Пеева, * 16. März 1922 in Kameniza; † 3. Mai 1944) war eine bulgarische Partisanin.

## Leben
Peewa gehörte dem bulgarischen Arbeiterjugendverband RMS und der Bulgarischen Kommunistischen Partei an. Ab 1941 studierte sie an der Universität Sofia, kämpfte dann jedoch während des Zweiten Weltkriegs ab 1943 als Partisanin. Sie fungierte dabei als Verbindung zwischen dem Zentralkomitee der Bulgarischen Kommunistischen Partei und den Bezirkskomitees der Partei und des Jugendverbandes RMS in Pasardschik. Nach einer Verwundung versteckte sie sich 37 Tage lang in den Bergen. Sie wurde jedoch von der Polizei eingekreist, mit der sie über fünf Stunden hinweg kämpfte und sich dann letztlich selbst erschoss.
Die Stadt Welingrad, zu der ihr Geburtsort heute gehört, wurde nach ihr benannt. Das Museumshaus Wela Peewa in Welingrad gehört zu der Reihe der 100 nationalen touristischen Objekten Bulgariens.